# Antônio de São José Bastos
Antônio de São José Bastos, O.S.B. (Rio de Janeiro, 29 de agosto de 1767 - 19 de julho de 1819) foi um frade e prelado português da Igreja Católica nascido no Brasil, bispo de Olinda.

## Biografia
Fez sua profissão na Ordem de São Bento em 11 de março de 1783 e foi ordenado padre em 18 de dezembro de 1790. Licenciou-se em teologia pela Universidade de Coimbra em 1790 e concluiu o doutorado em 1791. Foi abade superior do Mosteiro de São Bento no Rio de Janeiro.
Foi nomeado bispo de Olinda pelo príncipe regente Dom João em 25 de abril de 1810, sendo confirmado pelo Papa Pio VII apenas em 15 de março de 1815, pois o Papa estava prisioneiro de Napoleão Bonaparte. Durante o período entre a nomeação e a confirmação, governou a Diocese como vigário capitular, sendo por isso conhecido como "Bispo Gabão". Foi consagrado em 28 de outubro de 1816, na Capela Real do Rio de Janeiro, por Dom José Caetano da Silva Coutinho, bispo de São Sebastião do Rio de Janeiro, coadjuvado por Dom Antônio Rodrigues de Aguiar, bispo-prelado de Goiás e por Dom João Damasceno da Silva Póvoas, bispo de Angola e Congo.
No momento de sua consagração, convidado pelo agora Rei do Reino Unido de Portugal, Brasil e Algarves para que a ocasião fosse realizada na Capela Real, recusou-se, justificando que seria pobre para dar as grandiosas gorjetas aos serviçais do Paço. Como o Rei não gostou da resposta recebida, e percebendo a gafe, acabou por realizar a sua consagração junto aos outros bispos que aguardavam as últimas ordens. Contudo, acabou ficando retido na Corte, sem conseguir autorização para seu regresso à Sé de Olinda.
Faleceu no Rio de Janeiro em 19 de julho de 1819 e foi sepultado no Mosteiro de São Bento.